# Сулейманов, Тимур Играмутдинович
Тиму́р Играмутди́нович Сулейма́нов (род. 17 марта 2000, Дербент, Дагестан) — российский футболист, нападающий клуба «Ростов».

## Клубная карьера
Тимур Сулейманов родился в Дербенте в табасаранской семье; в девять лет переехал в Москву. Футболом начал заниматься в московской школе олимпийского резерва «Сокол». Первым тренером был Виктор Фёдорович Артюхов. Затем перешёл в академию «Локомотива».
В марте 2018 года дебютировал за молодёжную команду «железнодорожников» в матче со «Спартаком», выйдя на замену в конце матча. Всего до конца сезона провёл 8 игр, в которых забил 4 мяча. В июле впервые был вызван на сбор основного состава «Локомотива».
В составе молодёжной команды «Локомотива» принимал участие в Юношеской лиге УЕФА. 18 сентября в первом туре с «Галатасараем» забил единственный мяч в игре. Второй мяч забил в последнем туре, в игре против «Шальке-04» из Гельзенкирхена. По итогам группового турнира «Локомотив» занял второе место, а в стыковых играх в серии послематчевых пенальти проиграл загребскому «Динамо».
В сезоне 2018/2019 с 19-ю мячами наряду с Данилой Прошляковым стал лучшим бомбардиром молодёжного первенства России. В матче последнего тура с «Уфой» Сулейманов отметился четырьмя забитыми мячами.
17 июля 2019 года дебютировал в профессиональном футболе за «Казанку» в Первенстве ПФЛ в матче с «Коломной». В следующей игре с «Родиной» забил свой первый мяч.
11 августа 2019 года дебютировал в российской премьер-лиге за основной состав «Локомотива». В матче с «Уралом» при победном счёте 4:0 Сулейманов вышел на поле на 85-й минуте вместо Алексея Миранчука.
26 июня 2021 года заключил контракт с футбольным клубом «Нижний Новгород».
Выступал за московский «Локомотив» на правах аренды с начала сезона 23/24, а 1 марта 2024 года подписал полноценный контракт с клубом до июня 2027 года.
21 июня 2025 года перешёл в «Ростов».

## Карьера в сборных
Выступал за юношеские и молодёжные сборные России.
22 февраля 2019 года дебютировал в юношеской сборной России. В товарищеской игре со сверстниками из Армении Сулейманов вышел в стартовом составе и в перерыве был заменён на Данилу Прошлякова.
Летом 2019 года в составе сборной России до 20 лет выступал на международном турнире COTIF в испанском городе Алькудия-де-Карлет. Сулейманов принял участие в 4 матчах группового турнира, в которых отметился тремя забитыми мячами и одной голевой передачей. Сборная России заняла в группе первое место, но проиграла в финале сборной Испании.

## Статистика выступлений
| Выступление          | Выступление      | Выступление      | Лига | Лига | Кубки | Кубки | Прочее | Прочее | Итого | Итого |
| Клуб                 | Лига             | Сезон            | Игры | Голы | Игры  | Голы  | Игры   | Голы   | Игры  | Голы  |
| -------------------- | ---------------- | ---------------- | ---- | ---- | ----- | ----- | ------ | ------ | ----- | ----- |
| Локомотив (Москва)   | Премьер-лига     | 2019/20          | 4    | 0    | —     | —     | —      | —      | 4     | 0     |
| Локомотив (Москва)   | Итого            | Итого            | 4    | 0    | —     | —     | —      | —      | 4     | 0     |
| → Локомотив-Казанка  | ПФЛ              | 2019/20          | 13   | 4    | —     | —     | —      | —      | 13    | 4     |
| → Локомотив-Казанка  | Итого            | Итого            | 13   | 4    | —     | —     | —      | —      | 13    | 4     |
| Пари Нижний Новгород | ФНЛ              | → 2020/21        | 38   | 9    | 2     | 0     | —      | —      | 40    | 9     |
| Пари Нижний Новгород | Премьер-лига     | 2021/22          | 25   | 1    | 1     | 0     | —      | —      | 26    | 1     |
| Пари Нижний Новгород | Премьер-лига     | 2022/23          | 28   | 10   | 6     | 2     | 2      | 0      | 36    | 12    |
| Пари Нижний Новгород | Премьер-лига     | 2023/24          | 7    | 1    | 3     | 2     | —      | —      | 10    | 3     |
| Пари Нижний Новгород | Итого            | Итого            | 98   | 21   | 12    | 4     | 2      | 0      | 112   | 25    |
| → Локомотив (Москва) | Премьер-лига     | 2023/24          | 9    | 2    | 4     | 6     | —      | —      | 13    | 8     |
| → Локомотив (Москва) | Итого            | Итого            | 9    | 2    | 4     | 3     | —      | —      | 13    | 5     |
| Всего за карьеру     | Всего за карьеру | Всего за карьеру | 124  | 27   | 16    | 9     | 2      | 0      | 142   | 36    |

## Достижения
«Локомотив» (Москва)
- Серебряный призёр чемпионата России: 2019/2020
- Лучший бомбардир молодёжного первенства России: 2018/2019

«Нижний Новгород»
- Бронзовый призёр первенства ФНЛ: 2020/2021